# Sebaste
Sebaste es un municipio en la provincia de Antique en Filipinas. Conforme al censo del 2025, tiene 17,970 habitantes.

## Barangayes
Sebaste se divide administrativamente en diez barangayes.
- Abiera
- Águila
- Alegre
- Aras-Asan
- Bacalan
- Callan
- Nauhon
- P. Javier
- Población
- Idio

- Datos: Q492707
- Multimedia: Sebaste, Antique / Q492707

1. ↑  Worldpostalcodes.org, código postal n.º 5709.